# Вічнозелена партія

Анімація перебігу вічнозеленої партії

Вічнозеле́на па́ртія  (англ. Evergreen Game, нім. Immergrüne Partie) — партія гри у шахи між Адольфом Андерсеном та його давнім суперником Жаном Дюфренем. Цю партію була зіграно у Берліні у 1852 році. Вона вирізнялась блискучим комбінаційним стилем та безліч разів публікувалась та аналізувалась у пресі та посібниках гри у шахи.
У дебюті (гамбіт Еванса) А. Андерсен білими фігурами добився позиційної переваги, після чого пожертвував двох коней, якість та ферзя й оголосив мат на 24-му ході.
Вільгельм Стейніц назвав цю партію «вічнозеленою у лавровому вінку великих німецьких майстрів».

## Перебіг гри та аналіз ключових моментів
Андерсен — Дюфрен
Берлін, 1852
Гамбіт Еванса
1.e2-e4 e7-e5 2.Кg1-f3 Кb8-c6 3.Сf1-c4 Сf8-c5 4.b2-b4 Сc5:b4
Гамбіт Еванса, популярний на той час дебют, у якому білі жертвують пішака за можливість атаки.
5.c2-c3 Сb4-a5 6.d2-d4 e5:d4 7.0-0 d4-d3
|   | a | b | c | d | e | f | g | h |   |
| 8 | b8 чорна тура · e8 чорний король · g8 чорна тура · a7 чорний пішак · b7 чорний слон · c7 чорний пішак · d7 чорний пішак · e7 чорний кінь · f7 чорний пішак · h7 чорний пішак · b6 чорний слон · c6 чорний кінь · f6 білий пішак · h5 чорний ферзь · a4 білий ферзь · a3 білий слон · c3 білий пішак · d3 білий слон · f3 білий кінь · a2 білий пішак · f2 білий пішак · g2 білий пішак · h2 білий пішак · a1 біла тура · e1 біла тура · g1 білий король | b8 чорна тура · e8 чорний король · g8 чорна тура · a7 чорний пішак · b7 чорний слон · c7 чорний пішак · d7 чорний пішак · e7 чорний кінь · f7 чорний пішак · h7 чорний пішак · b6 чорний слон · c6 чорний кінь · f6 білий пішак · h5 чорний ферзь · a4 білий ферзь · a3 білий слон · c3 білий пішак · d3 білий слон · f3 білий кінь · a2 білий пішак · f2 білий пішак · g2 білий пішак · h2 білий пішак · a1 біла тура · e1 біла тура · g1 білий король | b8 чорна тура · e8 чорний король · g8 чорна тура · a7 чорний пішак · b7 чорний слон · c7 чорний пішак · d7 чорний пішак · e7 чорний кінь · f7 чорний пішак · h7 чорний пішак · b6 чорний слон · c6 чорний кінь · f6 білий пішак · h5 чорний ферзь · a4 білий ферзь · a3 білий слон · c3 білий пішак · d3 білий слон · f3 білий кінь · a2 білий пішак · f2 білий пішак · g2 білий пішак · h2 білий пішак · a1 біла тура · e1 біла тура · g1 білий король | b8 чорна тура · e8 чорний король · g8 чорна тура · a7 чорний пішак · b7 чорний слон · c7 чорний пішак · d7 чорний пішак · e7 чорний кінь · f7 чорний пішак · h7 чорний пішак · b6 чорний слон · c6 чорний кінь · f6 білий пішак · h5 чорний ферзь · a4 білий ферзь · a3 білий слон · c3 білий пішак · d3 білий слон · f3 білий кінь · a2 білий пішак · f2 білий пішак · g2 білий пішак · h2 білий пішак · a1 біла тура · e1 біла тура · g1 білий король | b8 чорна тура · e8 чорний король · g8 чорна тура · a7 чорний пішак · b7 чорний слон · c7 чорний пішак · d7 чорний пішак · e7 чорний кінь · f7 чорний пішак · h7 чорний пішак · b6 чорний слон · c6 чорний кінь · f6 білий пішак · h5 чорний ферзь · a4 білий ферзь · a3 білий слон · c3 білий пішак · d3 білий слон · f3 білий кінь · a2 білий пішак · f2 білий пішак · g2 білий пішак · h2 білий пішак · a1 біла тура · e1 біла тура · g1 білий король | b8 чорна тура · e8 чорний король · g8 чорна тура · a7 чорний пішак · b7 чорний слон · c7 чорний пішак · d7 чорний пішак · e7 чорний кінь · f7 чорний пішак · h7 чорний пішак · b6 чорний слон · c6 чорний кінь · f6 білий пішак · h5 чорний ферзь · a4 білий ферзь · a3 білий слон · c3 білий пішак · d3 білий слон · f3 білий кінь · a2 білий пішак · f2 білий пішак · g2 білий пішак · h2 білий пішак · a1 біла тура · e1 біла тура · g1 білий король | b8 чорна тура · e8 чорний король · g8 чорна тура · a7 чорний пішак · b7 чорний слон · c7 чорний пішак · d7 чорний пішак · e7 чорний кінь · f7 чорний пішак · h7 чорний пішак · b6 чорний слон · c6 чорний кінь · f6 білий пішак · h5 чорний ферзь · a4 білий ферзь · a3 білий слон · c3 білий пішак · d3 білий слон · f3 білий кінь · a2 білий пішак · f2 білий пішак · g2 білий пішак · h2 білий пішак · a1 біла тура · e1 біла тура · g1 білий король | b8 чорна тура · e8 чорний король · g8 чорна тура · a7 чорний пішак · b7 чорний слон · c7 чорний пішак · d7 чорний пішак · e7 чорний кінь · f7 чорний пішак · h7 чорний пішак · b6 чорний слон · c6 чорний кінь · f6 білий пішак · h5 чорний ферзь · a4 білий ферзь · a3 білий слон · c3 білий пішак · d3 білий слон · f3 білий кінь · a2 білий пішак · f2 білий пішак · g2 білий пішак · h2 білий пішак · a1 біла тура · e1 біла тура · g1 білий король | 8 |
| 7 | b8 чорна тура · e8 чорний король · g8 чорна тура · a7 чорний пішак · b7 чорний слон · c7 чорний пішак · d7 чорний пішак · e7 чорний кінь · f7 чорний пішак · h7 чорний пішак · b6 чорний слон · c6 чорний кінь · f6 білий пішак · h5 чорний ферзь · a4 білий ферзь · a3 білий слон · c3 білий пішак · d3 білий слон · f3 білий кінь · a2 білий пішак · f2 білий пішак · g2 білий пішак · h2 білий пішак · a1 біла тура · e1 біла тура · g1 білий король | b8 чорна тура · e8 чорний король · g8 чорна тура · a7 чорний пішак · b7 чорний слон · c7 чорний пішак · d7 чорний пішак · e7 чорний кінь · f7 чорний пішак · h7 чорний пішак · b6 чорний слон · c6 чорний кінь · f6 білий пішак · h5 чорний ферзь · a4 білий ферзь · a3 білий слон · c3 білий пішак · d3 білий слон · f3 білий кінь · a2 білий пішак · f2 білий пішак · g2 білий пішак · h2 білий пішак · a1 біла тура · e1 біла тура · g1 білий король | b8 чорна тура · e8 чорний король · g8 чорна тура · a7 чорний пішак · b7 чорний слон · c7 чорний пішак · d7 чорний пішак · e7 чорний кінь · f7 чорний пішак · h7 чорний пішак · b6 чорний слон · c6 чорний кінь · f6 білий пішак · h5 чорний ферзь · a4 білий ферзь · a3 білий слон · c3 білий пішак · d3 білий слон · f3 білий кінь · a2 білий пішак · f2 білий пішак · g2 білий пішак · h2 білий пішак · a1 біла тура · e1 біла тура · g1 білий король | b8 чорна тура · e8 чорний король · g8 чорна тура · a7 чорний пішак · b7 чорний слон · c7 чорний пішак · d7 чорний пішак · e7 чорний кінь · f7 чорний пішак · h7 чорний пішак · b6 чорний слон · c6 чорний кінь · f6 білий пішак · h5 чорний ферзь · a4 білий ферзь · a3 білий слон · c3 білий пішак · d3 білий слон · f3 білий кінь · a2 білий пішак · f2 білий пішак · g2 білий пішак · h2 білий пішак · a1 біла тура · e1 біла тура · g1 білий король | b8 чорна тура · e8 чорний король · g8 чорна тура · a7 чорний пішак · b7 чорний слон · c7 чорний пішак · d7 чорний пішак · e7 чорний кінь · f7 чорний пішак · h7 чорний пішак · b6 чорний слон · c6 чорний кінь · f6 білий пішак · h5 чорний ферзь · a4 білий ферзь · a3 білий слон · c3 білий пішак · d3 білий слон · f3 білий кінь · a2 білий пішак · f2 білий пішак · g2 білий пішак · h2 білий пішак · a1 біла тура · e1 біла тура · g1 білий король | b8 чорна тура · e8 чорний король · g8 чорна тура · a7 чорний пішак · b7 чорний слон · c7 чорний пішак · d7 чорний пішак · e7 чорний кінь · f7 чорний пішак · h7 чорний пішак · b6 чорний слон · c6 чорний кінь · f6 білий пішак · h5 чорний ферзь · a4 білий ферзь · a3 білий слон · c3 білий пішак · d3 білий слон · f3 білий кінь · a2 білий пішак · f2 білий пішак · g2 білий пішак · h2 білий пішак · a1 біла тура · e1 біла тура · g1 білий король | b8 чорна тура · e8 чорний король · g8 чорна тура · a7 чорний пішак · b7 чорний слон · c7 чорний пішак · d7 чорний пішак · e7 чорний кінь · f7 чорний пішак · h7 чорний пішак · b6 чорний слон · c6 чорний кінь · f6 білий пішак · h5 чорний ферзь · a4 білий ферзь · a3 білий слон · c3 білий пішак · d3 білий слон · f3 білий кінь · a2 білий пішак · f2 білий пішак · g2 білий пішак · h2 білий пішак · a1 біла тура · e1 біла тура · g1 білий король | b8 чорна тура · e8 чорний король · g8 чорна тура · a7 чорний пішак · b7 чорний слон · c7 чорний пішак · d7 чорний пішак · e7 чорний кінь · f7 чорний пішак · h7 чорний пішак · b6 чорний слон · c6 чорний кінь · f6 білий пішак · h5 чорний ферзь · a4 білий ферзь · a3 білий слон · c3 білий пішак · d3 білий слон · f3 білий кінь · a2 білий пішак · f2 білий пішак · g2 білий пішак · h2 білий пішак · a1 біла тура · e1 біла тура · g1 білий король | 7 |
| 6 | b8 чорна тура · e8 чорний король · g8 чорна тура · a7 чорний пішак · b7 чорний слон · c7 чорний пішак · d7 чорний пішак · e7 чорний кінь · f7 чорний пішак · h7 чорний пішак · b6 чорний слон · c6 чорний кінь · f6 білий пішак · h5 чорний ферзь · a4 білий ферзь · a3 білий слон · c3 білий пішак · d3 білий слон · f3 білий кінь · a2 білий пішак · f2 білий пішак · g2 білий пішак · h2 білий пішак · a1 біла тура · e1 біла тура · g1 білий король | b8 чорна тура · e8 чорний король · g8 чорна тура · a7 чорний пішак · b7 чорний слон · c7 чорний пішак · d7 чорний пішак · e7 чорний кінь · f7 чорний пішак · h7 чорний пішак · b6 чорний слон · c6 чорний кінь · f6 білий пішак · h5 чорний ферзь · a4 білий ферзь · a3 білий слон · c3 білий пішак · d3 білий слон · f3 білий кінь · a2 білий пішак · f2 білий пішак · g2 білий пішак · h2 білий пішак · a1 біла тура · e1 біла тура · g1 білий король | b8 чорна тура · e8 чорний король · g8 чорна тура · a7 чорний пішак · b7 чорний слон · c7 чорний пішак · d7 чорний пішак · e7 чорний кінь · f7 чорний пішак · h7 чорний пішак · b6 чорний слон · c6 чорний кінь · f6 білий пішак · h5 чорний ферзь · a4 білий ферзь · a3 білий слон · c3 білий пішак · d3 білий слон · f3 білий кінь · a2 білий пішак · f2 білий пішак · g2 білий пішак · h2 білий пішак · a1 біла тура · e1 біла тура · g1 білий король | b8 чорна тура · e8 чорний король · g8 чорна тура · a7 чорний пішак · b7 чорний слон · c7 чорний пішак · d7 чорний пішак · e7 чорний кінь · f7 чорний пішак · h7 чорний пішак · b6 чорний слон · c6 чорний кінь · f6 білий пішак · h5 чорний ферзь · a4 білий ферзь · a3 білий слон · c3 білий пішак · d3 білий слон · f3 білий кінь · a2 білий пішак · f2 білий пішак · g2 білий пішак · h2 білий пішак · a1 біла тура · e1 біла тура · g1 білий король | b8 чорна тура · e8 чорний король · g8 чорна тура · a7 чорний пішак · b7 чорний слон · c7 чорний пішак · d7 чорний пішак · e7 чорний кінь · f7 чорний пішак · h7 чорний пішак · b6 чорний слон · c6 чорний кінь · f6 білий пішак · h5 чорний ферзь · a4 білий ферзь · a3 білий слон · c3 білий пішак · d3 білий слон · f3 білий кінь · a2 білий пішак · f2 білий пішак · g2 білий пішак · h2 білий пішак · a1 біла тура · e1 біла тура · g1 білий король | b8 чорна тура · e8 чорний король · g8 чорна тура · a7 чорний пішак · b7 чорний слон · c7 чорний пішак · d7 чорний пішак · e7 чорний кінь · f7 чорний пішак · h7 чорний пішак · b6 чорний слон · c6 чорний кінь · f6 білий пішак · h5 чорний ферзь · a4 білий ферзь · a3 білий слон · c3 білий пішак · d3 білий слон · f3 білий кінь · a2 білий пішак · f2 білий пішак · g2 білий пішак · h2 білий пішак · a1 біла тура · e1 біла тура · g1 білий король | b8 чорна тура · e8 чорний король · g8 чорна тура · a7 чорний пішак · b7 чорний слон · c7 чорний пішак · d7 чорний пішак · e7 чорний кінь · f7 чорний пішак · h7 чорний пішак · b6 чорний слон · c6 чорний кінь · f6 білий пішак · h5 чорний ферзь · a4 білий ферзь · a3 білий слон · c3 білий пішак · d3 білий слон · f3 білий кінь · a2 білий пішак · f2 білий пішак · g2 білий пішак · h2 білий пішак · a1 біла тура · e1 біла тура · g1 білий король | b8 чорна тура · e8 чорний король · g8 чорна тура · a7 чорний пішак · b7 чорний слон · c7 чорний пішак · d7 чорний пішак · e7 чорний кінь · f7 чорний пішак · h7 чорний пішак · b6 чорний слон · c6 чорний кінь · f6 білий пішак · h5 чорний ферзь · a4 білий ферзь · a3 білий слон · c3 білий пішак · d3 білий слон · f3 білий кінь · a2 білий пішак · f2 білий пішак · g2 білий пішак · h2 білий пішак · a1 біла тура · e1 біла тура · g1 білий король | 6 |
| 5 | b8 чорна тура · e8 чорний король · g8 чорна тура · a7 чорний пішак · b7 чорний слон · c7 чорний пішак · d7 чорний пішак · e7 чорний кінь · f7 чорний пішак · h7 чорний пішак · b6 чорний слон · c6 чорний кінь · f6 білий пішак · h5 чорний ферзь · a4 білий ферзь · a3 білий слон · c3 білий пішак · d3 білий слон · f3 білий кінь · a2 білий пішак · f2 білий пішак · g2 білий пішак · h2 білий пішак · a1 біла тура · e1 біла тура · g1 білий король | b8 чорна тура · e8 чорний король · g8 чорна тура · a7 чорний пішак · b7 чорний слон · c7 чорний пішак · d7 чорний пішак · e7 чорний кінь · f7 чорний пішак · h7 чорний пішак · b6 чорний слон · c6 чорний кінь · f6 білий пішак · h5 чорний ферзь · a4 білий ферзь · a3 білий слон · c3 білий пішак · d3 білий слон · f3 білий кінь · a2 білий пішак · f2 білий пішак · g2 білий пішак · h2 білий пішак · a1 біла тура · e1 біла тура · g1 білий король | b8 чорна тура · e8 чорний король · g8 чорна тура · a7 чорний пішак · b7 чорний слон · c7 чорний пішак · d7 чорний пішак · e7 чорний кінь · f7 чорний пішак · h7 чорний пішак · b6 чорний слон · c6 чорний кінь · f6 білий пішак · h5 чорний ферзь · a4 білий ферзь · a3 білий слон · c3 білий пішак · d3 білий слон · f3 білий кінь · a2 білий пішак · f2 білий пішак · g2 білий пішак · h2 білий пішак · a1 біла тура · e1 біла тура · g1 білий король | b8 чорна тура · e8 чорний король · g8 чорна тура · a7 чорний пішак · b7 чорний слон · c7 чорний пішак · d7 чорний пішак · e7 чорний кінь · f7 чорний пішак · h7 чорний пішак · b6 чорний слон · c6 чорний кінь · f6 білий пішак · h5 чорний ферзь · a4 білий ферзь · a3 білий слон · c3 білий пішак · d3 білий слон · f3 білий кінь · a2 білий пішак · f2 білий пішак · g2 білий пішак · h2 білий пішак · a1 біла тура · e1 біла тура · g1 білий король | b8 чорна тура · e8 чорний король · g8 чорна тура · a7 чорний пішак · b7 чорний слон · c7 чорний пішак · d7 чорний пішак · e7 чорний кінь · f7 чорний пішак · h7 чорний пішак · b6 чорний слон · c6 чорний кінь · f6 білий пішак · h5 чорний ферзь · a4 білий ферзь · a3 білий слон · c3 білий пішак · d3 білий слон · f3 білий кінь · a2 білий пішак · f2 білий пішак · g2 білий пішак · h2 білий пішак · a1 біла тура · e1 біла тура · g1 білий король | b8 чорна тура · e8 чорний король · g8 чорна тура · a7 чорний пішак · b7 чорний слон · c7 чорний пішак · d7 чорний пішак · e7 чорний кінь · f7 чорний пішак · h7 чорний пішак · b6 чорний слон · c6 чорний кінь · f6 білий пішак · h5 чорний ферзь · a4 білий ферзь · a3 білий слон · c3 білий пішак · d3 білий слон · f3 білий кінь · a2 білий пішак · f2 білий пішак · g2 білий пішак · h2 білий пішак · a1 біла тура · e1 біла тура · g1 білий король | b8 чорна тура · e8 чорний король · g8 чорна тура · a7 чорний пішак · b7 чорний слон · c7 чорний пішак · d7 чорний пішак · e7 чорний кінь · f7 чорний пішак · h7 чорний пішак · b6 чорний слон · c6 чорний кінь · f6 білий пішак · h5 чорний ферзь · a4 білий ферзь · a3 білий слон · c3 білий пішак · d3 білий слон · f3 білий кінь · a2 білий пішак · f2 білий пішак · g2 білий пішак · h2 білий пішак · a1 біла тура · e1 біла тура · g1 білий король | b8 чорна тура · e8 чорний король · g8 чорна тура · a7 чорний пішак · b7 чорний слон · c7 чорний пішак · d7 чорний пішак · e7 чорний кінь · f7 чорний пішак · h7 чорний пішак · b6 чорний слон · c6 чорний кінь · f6 білий пішак · h5 чорний ферзь · a4 білий ферзь · a3 білий слон · c3 білий пішак · d3 білий слон · f3 білий кінь · a2 білий пішак · f2 білий пішак · g2 білий пішак · h2 білий пішак · a1 біла тура · e1 біла тура · g1 білий король | 5 |
| 4 | b8 чорна тура · e8 чорний король · g8 чорна тура · a7 чорний пішак · b7 чорний слон · c7 чорний пішак · d7 чорний пішак · e7 чорний кінь · f7 чорний пішак · h7 чорний пішак · b6 чорний слон · c6 чорний кінь · f6 білий пішак · h5 чорний ферзь · a4 білий ферзь · a3 білий слон · c3 білий пішак · d3 білий слон · f3 білий кінь · a2 білий пішак · f2 білий пішак · g2 білий пішак · h2 білий пішак · a1 біла тура · e1 біла тура · g1 білий король | b8 чорна тура · e8 чорний король · g8 чорна тура · a7 чорний пішак · b7 чорний слон · c7 чорний пішак · d7 чорний пішак · e7 чорний кінь · f7 чорний пішак · h7 чорний пішак · b6 чорний слон · c6 чорний кінь · f6 білий пішак · h5 чорний ферзь · a4 білий ферзь · a3 білий слон · c3 білий пішак · d3 білий слон · f3 білий кінь · a2 білий пішак · f2 білий пішак · g2 білий пішак · h2 білий пішак · a1 біла тура · e1 біла тура · g1 білий король | b8 чорна тура · e8 чорний король · g8 чорна тура · a7 чорний пішак · b7 чорний слон · c7 чорний пішак · d7 чорний пішак · e7 чорний кінь · f7 чорний пішак · h7 чорний пішак · b6 чорний слон · c6 чорний кінь · f6 білий пішак · h5 чорний ферзь · a4 білий ферзь · a3 білий слон · c3 білий пішак · d3 білий слон · f3 білий кінь · a2 білий пішак · f2 білий пішак · g2 білий пішак · h2 білий пішак · a1 біла тура · e1 біла тура · g1 білий король | b8 чорна тура · e8 чорний король · g8 чорна тура · a7 чорний пішак · b7 чорний слон · c7 чорний пішак · d7 чорний пішак · e7 чорний кінь · f7 чорний пішак · h7 чорний пішак · b6 чорний слон · c6 чорний кінь · f6 білий пішак · h5 чорний ферзь · a4 білий ферзь · a3 білий слон · c3 білий пішак · d3 білий слон · f3 білий кінь · a2 білий пішак · f2 білий пішак · g2 білий пішак · h2 білий пішак · a1 біла тура · e1 біла тура · g1 білий король | b8 чорна тура · e8 чорний король · g8 чорна тура · a7 чорний пішак · b7 чорний слон · c7 чорний пішак · d7 чорний пішак · e7 чорний кінь · f7 чорний пішак · h7 чорний пішак · b6 чорний слон · c6 чорний кінь · f6 білий пішак · h5 чорний ферзь · a4 білий ферзь · a3 білий слон · c3 білий пішак · d3 білий слон · f3 білий кінь · a2 білий пішак · f2 білий пішак · g2 білий пішак · h2 білий пішак · a1 біла тура · e1 біла тура · g1 білий король | b8 чорна тура · e8 чорний король · g8 чорна тура · a7 чорний пішак · b7 чорний слон · c7 чорний пішак · d7 чорний пішак · e7 чорний кінь · f7 чорний пішак · h7 чорний пішак · b6 чорний слон · c6 чорний кінь · f6 білий пішак · h5 чорний ферзь · a4 білий ферзь · a3 білий слон · c3 білий пішак · d3 білий слон · f3 білий кінь · a2 білий пішак · f2 білий пішак · g2 білий пішак · h2 білий пішак · a1 біла тура · e1 біла тура · g1 білий король | b8 чорна тура · e8 чорний король · g8 чорна тура · a7 чорний пішак · b7 чорний слон · c7 чорний пішак · d7 чорний пішак · e7 чорний кінь · f7 чорний пішак · h7 чорний пішак · b6 чорний слон · c6 чорний кінь · f6 білий пішак · h5 чорний ферзь · a4 білий ферзь · a3 білий слон · c3 білий пішак · d3 білий слон · f3 білий кінь · a2 білий пішак · f2 білий пішак · g2 білий пішак · h2 білий пішак · a1 біла тура · e1 біла тура · g1 білий король | b8 чорна тура · e8 чорний король · g8 чорна тура · a7 чорний пішак · b7 чорний слон · c7 чорний пішак · d7 чорний пішак · e7 чорний кінь · f7 чорний пішак · h7 чорний пішак · b6 чорний слон · c6 чорний кінь · f6 білий пішак · h5 чорний ферзь · a4 білий ферзь · a3 білий слон · c3 білий пішак · d3 білий слон · f3 білий кінь · a2 білий пішак · f2 білий пішак · g2 білий пішак · h2 білий пішак · a1 біла тура · e1 біла тура · g1 білий король | 4 |
| 3 | b8 чорна тура · e8 чорний король · g8 чорна тура · a7 чорний пішак · b7 чорний слон · c7 чорний пішак · d7 чорний пішак · e7 чорний кінь · f7 чорний пішак · h7 чорний пішак · b6 чорний слон · c6 чорний кінь · f6 білий пішак · h5 чорний ферзь · a4 білий ферзь · a3 білий слон · c3 білий пішак · d3 білий слон · f3 білий кінь · a2 білий пішак · f2 білий пішак · g2 білий пішак · h2 білий пішак · a1 біла тура · e1 біла тура · g1 білий король | b8 чорна тура · e8 чорний король · g8 чорна тура · a7 чорний пішак · b7 чорний слон · c7 чорний пішак · d7 чорний пішак · e7 чорний кінь · f7 чорний пішак · h7 чорний пішак · b6 чорний слон · c6 чорний кінь · f6 білий пішак · h5 чорний ферзь · a4 білий ферзь · a3 білий слон · c3 білий пішак · d3 білий слон · f3 білий кінь · a2 білий пішак · f2 білий пішак · g2 білий пішак · h2 білий пішак · a1 біла тура · e1 біла тура · g1 білий король | b8 чорна тура · e8 чорний король · g8 чорна тура · a7 чорний пішак · b7 чорний слон · c7 чорний пішак · d7 чорний пішак · e7 чорний кінь · f7 чорний пішак · h7 чорний пішак · b6 чорний слон · c6 чорний кінь · f6 білий пішак · h5 чорний ферзь · a4 білий ферзь · a3 білий слон · c3 білий пішак · d3 білий слон · f3 білий кінь · a2 білий пішак · f2 білий пішак · g2 білий пішак · h2 білий пішак · a1 біла тура · e1 біла тура · g1 білий король | b8 чорна тура · e8 чорний король · g8 чорна тура · a7 чорний пішак · b7 чорний слон · c7 чорний пішак · d7 чорний пішак · e7 чорний кінь · f7 чорний пішак · h7 чорний пішак · b6 чорний слон · c6 чорний кінь · f6 білий пішак · h5 чорний ферзь · a4 білий ферзь · a3 білий слон · c3 білий пішак · d3 білий слон · f3 білий кінь · a2 білий пішак · f2 білий пішак · g2 білий пішак · h2 білий пішак · a1 біла тура · e1 біла тура · g1 білий король | b8 чорна тура · e8 чорний король · g8 чорна тура · a7 чорний пішак · b7 чорний слон · c7 чорний пішак · d7 чорний пішак · e7 чорний кінь · f7 чорний пішак · h7 чорний пішак · b6 чорний слон · c6 чорний кінь · f6 білий пішак · h5 чорний ферзь · a4 білий ферзь · a3 білий слон · c3 білий пішак · d3 білий слон · f3 білий кінь · a2 білий пішак · f2 білий пішак · g2 білий пішак · h2 білий пішак · a1 біла тура · e1 біла тура · g1 білий король | b8 чорна тура · e8 чорний король · g8 чорна тура · a7 чорний пішак · b7 чорний слон · c7 чорний пішак · d7 чорний пішак · e7 чорний кінь · f7 чорний пішак · h7 чорний пішак · b6 чорний слон · c6 чорний кінь · f6 білий пішак · h5 чорний ферзь · a4 білий ферзь · a3 білий слон · c3 білий пішак · d3 білий слон · f3 білий кінь · a2 білий пішак · f2 білий пішак · g2 білий пішак · h2 білий пішак · a1 біла тура · e1 біла тура · g1 білий король | b8 чорна тура · e8 чорний король · g8 чорна тура · a7 чорний пішак · b7 чорний слон · c7 чорний пішак · d7 чорний пішак · e7 чорний кінь · f7 чорний пішак · h7 чорний пішак · b6 чорний слон · c6 чорний кінь · f6 білий пішак · h5 чорний ферзь · a4 білий ферзь · a3 білий слон · c3 білий пішак · d3 білий слон · f3 білий кінь · a2 білий пішак · f2 білий пішак · g2 білий пішак · h2 білий пішак · a1 біла тура · e1 біла тура · g1 білий король | b8 чорна тура · e8 чорний король · g8 чорна тура · a7 чорний пішак · b7 чорний слон · c7 чорний пішак · d7 чорний пішак · e7 чорний кінь · f7 чорний пішак · h7 чорний пішак · b6 чорний слон · c6 чорний кінь · f6 білий пішак · h5 чорний ферзь · a4 білий ферзь · a3 білий слон · c3 білий пішак · d3 білий слон · f3 білий кінь · a2 білий пішак · f2 білий пішак · g2 білий пішак · h2 білий пішак · a1 біла тура · e1 біла тура · g1 білий король | 3 |
| 2 | b8 чорна тура · e8 чорний король · g8 чорна тура · a7 чорний пішак · b7 чорний слон · c7 чорний пішак · d7 чорний пішак · e7 чорний кінь · f7 чорний пішак · h7 чорний пішак · b6 чорний слон · c6 чорний кінь · f6 білий пішак · h5 чорний ферзь · a4 білий ферзь · a3 білий слон · c3 білий пішак · d3 білий слон · f3 білий кінь · a2 білий пішак · f2 білий пішак · g2 білий пішак · h2 білий пішак · a1 біла тура · e1 біла тура · g1 білий король | b8 чорна тура · e8 чорний король · g8 чорна тура · a7 чорний пішак · b7 чорний слон · c7 чорний пішак · d7 чорний пішак · e7 чорний кінь · f7 чорний пішак · h7 чорний пішак · b6 чорний слон · c6 чорний кінь · f6 білий пішак · h5 чорний ферзь · a4 білий ферзь · a3 білий слон · c3 білий пішак · d3 білий слон · f3 білий кінь · a2 білий пішак · f2 білий пішак · g2 білий пішак · h2 білий пішак · a1 біла тура · e1 біла тура · g1 білий король | b8 чорна тура · e8 чорний король · g8 чорна тура · a7 чорний пішак · b7 чорний слон · c7 чорний пішак · d7 чорний пішак · e7 чорний кінь · f7 чорний пішак · h7 чорний пішак · b6 чорний слон · c6 чорний кінь · f6 білий пішак · h5 чорний ферзь · a4 білий ферзь · a3 білий слон · c3 білий пішак · d3 білий слон · f3 білий кінь · a2 білий пішак · f2 білий пішак · g2 білий пішак · h2 білий пішак · a1 біла тура · e1 біла тура · g1 білий король | b8 чорна тура · e8 чорний король · g8 чорна тура · a7 чорний пішак · b7 чорний слон · c7 чорний пішак · d7 чорний пішак · e7 чорний кінь · f7 чорний пішак · h7 чорний пішак · b6 чорний слон · c6 чорний кінь · f6 білий пішак · h5 чорний ферзь · a4 білий ферзь · a3 білий слон · c3 білий пішак · d3 білий слон · f3 білий кінь · a2 білий пішак · f2 білий пішак · g2 білий пішак · h2 білий пішак · a1 біла тура · e1 біла тура · g1 білий король | b8 чорна тура · e8 чорний король · g8 чорна тура · a7 чорний пішак · b7 чорний слон · c7 чорний пішак · d7 чорний пішак · e7 чорний кінь · f7 чорний пішак · h7 чорний пішак · b6 чорний слон · c6 чорний кінь · f6 білий пішак · h5 чорний ферзь · a4 білий ферзь · a3 білий слон · c3 білий пішак · d3 білий слон · f3 білий кінь · a2 білий пішак · f2 білий пішак · g2 білий пішак · h2 білий пішак · a1 біла тура · e1 біла тура · g1 білий король | b8 чорна тура · e8 чорний король · g8 чорна тура · a7 чорний пішак · b7 чорний слон · c7 чорний пішак · d7 чорний пішак · e7 чорний кінь · f7 чорний пішак · h7 чорний пішак · b6 чорний слон · c6 чорний кінь · f6 білий пішак · h5 чорний ферзь · a4 білий ферзь · a3 білий слон · c3 білий пішак · d3 білий слон · f3 білий кінь · a2 білий пішак · f2 білий пішак · g2 білий пішак · h2 білий пішак · a1 біла тура · e1 біла тура · g1 білий король | b8 чорна тура · e8 чорний король · g8 чорна тура · a7 чорний пішак · b7 чорний слон · c7 чорний пішак · d7 чорний пішак · e7 чорний кінь · f7 чорний пішак · h7 чорний пішак · b6 чорний слон · c6 чорний кінь · f6 білий пішак · h5 чорний ферзь · a4 білий ферзь · a3 білий слон · c3 білий пішак · d3 білий слон · f3 білий кінь · a2 білий пішак · f2 білий пішак · g2 білий пішак · h2 білий пішак · a1 біла тура · e1 біла тура · g1 білий король | b8 чорна тура · e8 чорний король · g8 чорна тура · a7 чорний пішак · b7 чорний слон · c7 чорний пішак · d7 чорний пішак · e7 чорний кінь · f7 чорний пішак · h7 чорний пішак · b6 чорний слон · c6 чорний кінь · f6 білий пішак · h5 чорний ферзь · a4 білий ферзь · a3 білий слон · c3 білий пішак · d3 білий слон · f3 білий кінь · a2 білий пішак · f2 білий пішак · g2 білий пішак · h2 білий пішак · a1 біла тура · e1 біла тура · g1 білий король | 2 |
| 1 | b8 чорна тура · e8 чорний король · g8 чорна тура · a7 чорний пішак · b7 чорний слон · c7 чорний пішак · d7 чорний пішак · e7 чорний кінь · f7 чорний пішак · h7 чорний пішак · b6 чорний слон · c6 чорний кінь · f6 білий пішак · h5 чорний ферзь · a4 білий ферзь · a3 білий слон · c3 білий пішак · d3 білий слон · f3 білий кінь · a2 білий пішак · f2 білий пішак · g2 білий пішак · h2 білий пішак · a1 біла тура · e1 біла тура · g1 білий король | b8 чорна тура · e8 чорний король · g8 чорна тура · a7 чорний пішак · b7 чорний слон · c7 чорний пішак · d7 чорний пішак · e7 чорний кінь · f7 чорний пішак · h7 чорний пішак · b6 чорний слон · c6 чорний кінь · f6 білий пішак · h5 чорний ферзь · a4 білий ферзь · a3 білий слон · c3 білий пішак · d3 білий слон · f3 білий кінь · a2 білий пішак · f2 білий пішак · g2 білий пішак · h2 білий пішак · a1 біла тура · e1 біла тура · g1 білий король | b8 чорна тура · e8 чорний король · g8 чорна тура · a7 чорний пішак · b7 чорний слон · c7 чорний пішак · d7 чорний пішак · e7 чорний кінь · f7 чорний пішак · h7 чорний пішак · b6 чорний слон · c6 чорний кінь · f6 білий пішак · h5 чорний ферзь · a4 білий ферзь · a3 білий слон · c3 білий пішак · d3 білий слон · f3 білий кінь · a2 білий пішак · f2 білий пішак · g2 білий пішак · h2 білий пішак · a1 біла тура · e1 біла тура · g1 білий король | b8 чорна тура · e8 чорний король · g8 чорна тура · a7 чорний пішак · b7 чорний слон · c7 чорний пішак · d7 чорний пішак · e7 чорний кінь · f7 чорний пішак · h7 чорний пішак · b6 чорний слон · c6 чорний кінь · f6 білий пішак · h5 чорний ферзь · a4 білий ферзь · a3 білий слон · c3 білий пішак · d3 білий слон · f3 білий кінь · a2 білий пішак · f2 білий пішак · g2 білий пішак · h2 білий пішак · a1 біла тура · e1 біла тура · g1 білий король | b8 чорна тура · e8 чорний король · g8 чорна тура · a7 чорний пішак · b7 чорний слон · c7 чорний пішак · d7 чорний пішак · e7 чорний кінь · f7 чорний пішак · h7 чорний пішак · b6 чорний слон · c6 чорний кінь · f6 білий пішак · h5 чорний ферзь · a4 білий ферзь · a3 білий слон · c3 білий пішак · d3 білий слон · f3 білий кінь · a2 білий пішак · f2 білий пішак · g2 білий пішак · h2 білий пішак · a1 біла тура · e1 біла тура · g1 білий король | b8 чорна тура · e8 чорний король · g8 чорна тура · a7 чорний пішак · b7 чорний слон · c7 чорний пішак · d7 чорний пішак · e7 чорний кінь · f7 чорний пішак · h7 чорний пішак · b6 чорний слон · c6 чорний кінь · f6 білий пішак · h5 чорний ферзь · a4 білий ферзь · a3 білий слон · c3 білий пішак · d3 білий слон · f3 білий кінь · a2 білий пішак · f2 білий пішак · g2 білий пішак · h2 білий пішак · a1 біла тура · e1 біла тура · g1 білий король | b8 чорна тура · e8 чорний король · g8 чорна тура · a7 чорний пішак · b7 чорний слон · c7 чорний пішак · d7 чорний пішак · e7 чорний кінь · f7 чорний пішак · h7 чорний пішак · b6 чорний слон · c6 чорний кінь · f6 білий пішак · h5 чорний ферзь · a4 білий ферзь · a3 білий слон · c3 білий пішак · d3 білий слон · f3 білий кінь · a2 білий пішак · f2 білий пішак · g2 білий пішак · h2 білий пішак · a1 біла тура · e1 біла тура · g1 білий король | b8 чорна тура · e8 чорний король · g8 чорна тура · a7 чорний пішак · b7 чорний слон · c7 чорний пішак · d7 чорний пішак · e7 чорний кінь · f7 чорний пішак · h7 чорний пішак · b6 чорний слон · c6 чорний кінь · f6 білий пішак · h5 чорний ферзь · a4 білий ферзь · a3 білий слон · c3 білий пішак · d3 білий слон · f3 білий кінь · a2 білий пішак · f2 білий пішак · g2 білий пішак · h2 білий пішак · a1 біла тура · e1 біла тура · g1 білий король | 1 |
|   | a | b | c | d | e | f | g | h |   |

Чорні не беруть пішака c3, щоб не сприяти розвитку білого коня на це поле й забирають свого пішака з поля d4, щоб запобігти формуванню сильного центру білих у випадку c3:d4.
8.Фd1-b3 Фd8-f6 9.e4-e5 Фf6-g6 10.Тf1-e1 Кg8-e7 11.Сc1-a3 b7-b5
Чорні у свою чергу жертвують пішака, щоб форсувати розвиток свого ферзевого флангу.
12.Фb3:b5 Тa8-b8 13.Фb5-a4 Сa5-b6 14.Кb1-d2 Сc8-b7 15.Кd2-e4 Фg6-f5 16.Сc4:d3 Фf5-h5
Наступним ходом білі жертвують фігуру. Сильним ходом був би і 17. Кe4-g3. Але своїм наступним ходом Андерсен розпочинає задуману комбінацію.
17.Кe4-f6+ g7:f6 18.e5:f6 Тh8-g8
Наступний хід Андерсена схожий на грубу помилку, так як ходом Ф: f3, через зв'язку по лінії g, чорні забирають коня й загрожують матом в один хід на g2.
19.Тa1-d1 Фh5:f3
|   | a | b | c | d | e | f | g | h |   |
| 8 | b8 чорна тура · f8 чорний король · g8 чорна тура · a7 чорний пішак · b7 чорний слон · c7 чорний пішак · d7 білий слон · e7 білий слон · f7 чорний пішак · h7 чорний пішак · b6 чорний слон · f6 білий пішак · c3 білий пішак · f3 чорний ферзь · a2 білий пішак · f2 білий пішак · g2 білий пішак · h2 білий пішак · d1 біла тура · g1 білий король | b8 чорна тура · f8 чорний король · g8 чорна тура · a7 чорний пішак · b7 чорний слон · c7 чорний пішак · d7 білий слон · e7 білий слон · f7 чорний пішак · h7 чорний пішак · b6 чорний слон · f6 білий пішак · c3 білий пішак · f3 чорний ферзь · a2 білий пішак · f2 білий пішак · g2 білий пішак · h2 білий пішак · d1 біла тура · g1 білий король | b8 чорна тура · f8 чорний король · g8 чорна тура · a7 чорний пішак · b7 чорний слон · c7 чорний пішак · d7 білий слон · e7 білий слон · f7 чорний пішак · h7 чорний пішак · b6 чорний слон · f6 білий пішак · c3 білий пішак · f3 чорний ферзь · a2 білий пішак · f2 білий пішак · g2 білий пішак · h2 білий пішак · d1 біла тура · g1 білий король | b8 чорна тура · f8 чорний король · g8 чорна тура · a7 чорний пішак · b7 чорний слон · c7 чорний пішак · d7 білий слон · e7 білий слон · f7 чорний пішак · h7 чорний пішак · b6 чорний слон · f6 білий пішак · c3 білий пішак · f3 чорний ферзь · a2 білий пішак · f2 білий пішак · g2 білий пішак · h2 білий пішак · d1 біла тура · g1 білий король | b8 чорна тура · f8 чорний король · g8 чорна тура · a7 чорний пішак · b7 чорний слон · c7 чорний пішак · d7 білий слон · e7 білий слон · f7 чорний пішак · h7 чорний пішак · b6 чорний слон · f6 білий пішак · c3 білий пішак · f3 чорний ферзь · a2 білий пішак · f2 білий пішак · g2 білий пішак · h2 білий пішак · d1 біла тура · g1 білий король | b8 чорна тура · f8 чорний король · g8 чорна тура · a7 чорний пішак · b7 чорний слон · c7 чорний пішак · d7 білий слон · e7 білий слон · f7 чорний пішак · h7 чорний пішак · b6 чорний слон · f6 білий пішак · c3 білий пішак · f3 чорний ферзь · a2 білий пішак · f2 білий пішак · g2 білий пішак · h2 білий пішак · d1 біла тура · g1 білий король | b8 чорна тура · f8 чорний король · g8 чорна тура · a7 чорний пішак · b7 чорний слон · c7 чорний пішак · d7 білий слон · e7 білий слон · f7 чорний пішак · h7 чорний пішак · b6 чорний слон · f6 білий пішак · c3 білий пішак · f3 чорний ферзь · a2 білий пішак · f2 білий пішак · g2 білий пішак · h2 білий пішак · d1 біла тура · g1 білий король | b8 чорна тура · f8 чорний король · g8 чорна тура · a7 чорний пішак · b7 чорний слон · c7 чорний пішак · d7 білий слон · e7 білий слон · f7 чорний пішак · h7 чорний пішак · b6 чорний слон · f6 білий пішак · c3 білий пішак · f3 чорний ферзь · a2 білий пішак · f2 білий пішак · g2 білий пішак · h2 білий пішак · d1 біла тура · g1 білий король | 8 |
| 7 | b8 чорна тура · f8 чорний король · g8 чорна тура · a7 чорний пішак · b7 чорний слон · c7 чорний пішак · d7 білий слон · e7 білий слон · f7 чорний пішак · h7 чорний пішак · b6 чорний слон · f6 білий пішак · c3 білий пішак · f3 чорний ферзь · a2 білий пішак · f2 білий пішак · g2 білий пішак · h2 білий пішак · d1 біла тура · g1 білий король | b8 чорна тура · f8 чорний король · g8 чорна тура · a7 чорний пішак · b7 чорний слон · c7 чорний пішак · d7 білий слон · e7 білий слон · f7 чорний пішак · h7 чорний пішак · b6 чорний слон · f6 білий пішак · c3 білий пішак · f3 чорний ферзь · a2 білий пішак · f2 білий пішак · g2 білий пішак · h2 білий пішак · d1 біла тура · g1 білий король | b8 чорна тура · f8 чорний король · g8 чорна тура · a7 чорний пішак · b7 чорний слон · c7 чорний пішак · d7 білий слон · e7 білий слон · f7 чорний пішак · h7 чорний пішак · b6 чорний слон · f6 білий пішак · c3 білий пішак · f3 чорний ферзь · a2 білий пішак · f2 білий пішак · g2 білий пішак · h2 білий пішак · d1 біла тура · g1 білий король | b8 чорна тура · f8 чорний король · g8 чорна тура · a7 чорний пішак · b7 чорний слон · c7 чорний пішак · d7 білий слон · e7 білий слон · f7 чорний пішак · h7 чорний пішак · b6 чорний слон · f6 білий пішак · c3 білий пішак · f3 чорний ферзь · a2 білий пішак · f2 білий пішак · g2 білий пішак · h2 білий пішак · d1 біла тура · g1 білий король | b8 чорна тура · f8 чорний король · g8 чорна тура · a7 чорний пішак · b7 чорний слон · c7 чорний пішак · d7 білий слон · e7 білий слон · f7 чорний пішак · h7 чорний пішак · b6 чорний слон · f6 білий пішак · c3 білий пішак · f3 чорний ферзь · a2 білий пішак · f2 білий пішак · g2 білий пішак · h2 білий пішак · d1 біла тура · g1 білий король | b8 чорна тура · f8 чорний король · g8 чорна тура · a7 чорний пішак · b7 чорний слон · c7 чорний пішак · d7 білий слон · e7 білий слон · f7 чорний пішак · h7 чорний пішак · b6 чорний слон · f6 білий пішак · c3 білий пішак · f3 чорний ферзь · a2 білий пішак · f2 білий пішак · g2 білий пішак · h2 білий пішак · d1 біла тура · g1 білий король | b8 чорна тура · f8 чорний король · g8 чорна тура · a7 чорний пішак · b7 чорний слон · c7 чорний пішак · d7 білий слон · e7 білий слон · f7 чорний пішак · h7 чорний пішак · b6 чорний слон · f6 білий пішак · c3 білий пішак · f3 чорний ферзь · a2 білий пішак · f2 білий пішак · g2 білий пішак · h2 білий пішак · d1 біла тура · g1 білий король | b8 чорна тура · f8 чорний король · g8 чорна тура · a7 чорний пішак · b7 чорний слон · c7 чорний пішак · d7 білий слон · e7 білий слон · f7 чорний пішак · h7 чорний пішак · b6 чорний слон · f6 білий пішак · c3 білий пішак · f3 чорний ферзь · a2 білий пішак · f2 білий пішак · g2 білий пішак · h2 білий пішак · d1 біла тура · g1 білий король | 7 |
| 6 | b8 чорна тура · f8 чорний король · g8 чорна тура · a7 чорний пішак · b7 чорний слон · c7 чорний пішак · d7 білий слон · e7 білий слон · f7 чорний пішак · h7 чорний пішак · b6 чорний слон · f6 білий пішак · c3 білий пішак · f3 чорний ферзь · a2 білий пішак · f2 білий пішак · g2 білий пішак · h2 білий пішак · d1 біла тура · g1 білий король | b8 чорна тура · f8 чорний король · g8 чорна тура · a7 чорний пішак · b7 чорний слон · c7 чорний пішак · d7 білий слон · e7 білий слон · f7 чорний пішак · h7 чорний пішак · b6 чорний слон · f6 білий пішак · c3 білий пішак · f3 чорний ферзь · a2 білий пішак · f2 білий пішак · g2 білий пішак · h2 білий пішак · d1 біла тура · g1 білий король | b8 чорна тура · f8 чорний король · g8 чорна тура · a7 чорний пішак · b7 чорний слон · c7 чорний пішак · d7 білий слон · e7 білий слон · f7 чорний пішак · h7 чорний пішак · b6 чорний слон · f6 білий пішак · c3 білий пішак · f3 чорний ферзь · a2 білий пішак · f2 білий пішак · g2 білий пішак · h2 білий пішак · d1 біла тура · g1 білий король | b8 чорна тура · f8 чорний король · g8 чорна тура · a7 чорний пішак · b7 чорний слон · c7 чорний пішак · d7 білий слон · e7 білий слон · f7 чорний пішак · h7 чорний пішак · b6 чорний слон · f6 білий пішак · c3 білий пішак · f3 чорний ферзь · a2 білий пішак · f2 білий пішак · g2 білий пішак · h2 білий пішак · d1 біла тура · g1 білий король | b8 чорна тура · f8 чорний король · g8 чорна тура · a7 чорний пішак · b7 чорний слон · c7 чорний пішак · d7 білий слон · e7 білий слон · f7 чорний пішак · h7 чорний пішак · b6 чорний слон · f6 білий пішак · c3 білий пішак · f3 чорний ферзь · a2 білий пішак · f2 білий пішак · g2 білий пішак · h2 білий пішак · d1 біла тура · g1 білий король | b8 чорна тура · f8 чорний король · g8 чорна тура · a7 чорний пішак · b7 чорний слон · c7 чорний пішак · d7 білий слон · e7 білий слон · f7 чорний пішак · h7 чорний пішак · b6 чорний слон · f6 білий пішак · c3 білий пішак · f3 чорний ферзь · a2 білий пішак · f2 білий пішак · g2 білий пішак · h2 білий пішак · d1 біла тура · g1 білий король | b8 чорна тура · f8 чорний король · g8 чорна тура · a7 чорний пішак · b7 чорний слон · c7 чорний пішак · d7 білий слон · e7 білий слон · f7 чорний пішак · h7 чорний пішак · b6 чорний слон · f6 білий пішак · c3 білий пішак · f3 чорний ферзь · a2 білий пішак · f2 білий пішак · g2 білий пішак · h2 білий пішак · d1 біла тура · g1 білий король | b8 чорна тура · f8 чорний король · g8 чорна тура · a7 чорний пішак · b7 чорний слон · c7 чорний пішак · d7 білий слон · e7 білий слон · f7 чорний пішак · h7 чорний пішак · b6 чорний слон · f6 білий пішак · c3 білий пішак · f3 чорний ферзь · a2 білий пішак · f2 білий пішак · g2 білий пішак · h2 білий пішак · d1 біла тура · g1 білий король | 6 |
| 5 | b8 чорна тура · f8 чорний король · g8 чорна тура · a7 чорний пішак · b7 чорний слон · c7 чорний пішак · d7 білий слон · e7 білий слон · f7 чорний пішак · h7 чорний пішак · b6 чорний слон · f6 білий пішак · c3 білий пішак · f3 чорний ферзь · a2 білий пішак · f2 білий пішак · g2 білий пішак · h2 білий пішак · d1 біла тура · g1 білий король | b8 чорна тура · f8 чорний король · g8 чорна тура · a7 чорний пішак · b7 чорний слон · c7 чорний пішак · d7 білий слон · e7 білий слон · f7 чорний пішак · h7 чорний пішак · b6 чорний слон · f6 білий пішак · c3 білий пішак · f3 чорний ферзь · a2 білий пішак · f2 білий пішак · g2 білий пішак · h2 білий пішак · d1 біла тура · g1 білий король | b8 чорна тура · f8 чорний король · g8 чорна тура · a7 чорний пішак · b7 чорний слон · c7 чорний пішак · d7 білий слон · e7 білий слон · f7 чорний пішак · h7 чорний пішак · b6 чорний слон · f6 білий пішак · c3 білий пішак · f3 чорний ферзь · a2 білий пішак · f2 білий пішак · g2 білий пішак · h2 білий пішак · d1 біла тура · g1 білий король | b8 чорна тура · f8 чорний король · g8 чорна тура · a7 чорний пішак · b7 чорний слон · c7 чорний пішак · d7 білий слон · e7 білий слон · f7 чорний пішак · h7 чорний пішак · b6 чорний слон · f6 білий пішак · c3 білий пішак · f3 чорний ферзь · a2 білий пішак · f2 білий пішак · g2 білий пішак · h2 білий пішак · d1 біла тура · g1 білий король | b8 чорна тура · f8 чорний король · g8 чорна тура · a7 чорний пішак · b7 чорний слон · c7 чорний пішак · d7 білий слон · e7 білий слон · f7 чорний пішак · h7 чорний пішак · b6 чорний слон · f6 білий пішак · c3 білий пішак · f3 чорний ферзь · a2 білий пішак · f2 білий пішак · g2 білий пішак · h2 білий пішак · d1 біла тура · g1 білий король | b8 чорна тура · f8 чорний король · g8 чорна тура · a7 чорний пішак · b7 чорний слон · c7 чорний пішак · d7 білий слон · e7 білий слон · f7 чорний пішак · h7 чорний пішак · b6 чорний слон · f6 білий пішак · c3 білий пішак · f3 чорний ферзь · a2 білий пішак · f2 білий пішак · g2 білий пішак · h2 білий пішак · d1 біла тура · g1 білий король | b8 чорна тура · f8 чорний король · g8 чорна тура · a7 чорний пішак · b7 чорний слон · c7 чорний пішак · d7 білий слон · e7 білий слон · f7 чорний пішак · h7 чорний пішак · b6 чорний слон · f6 білий пішак · c3 білий пішак · f3 чорний ферзь · a2 білий пішак · f2 білий пішак · g2 білий пішак · h2 білий пішак · d1 біла тура · g1 білий король | b8 чорна тура · f8 чорний король · g8 чорна тура · a7 чорний пішак · b7 чорний слон · c7 чорний пішак · d7 білий слон · e7 білий слон · f7 чорний пішак · h7 чорний пішак · b6 чорний слон · f6 білий пішак · c3 білий пішак · f3 чорний ферзь · a2 білий пішак · f2 білий пішак · g2 білий пішак · h2 білий пішак · d1 біла тура · g1 білий король | 5 |
| 4 | b8 чорна тура · f8 чорний король · g8 чорна тура · a7 чорний пішак · b7 чорний слон · c7 чорний пішак · d7 білий слон · e7 білий слон · f7 чорний пішак · h7 чорний пішак · b6 чорний слон · f6 білий пішак · c3 білий пішак · f3 чорний ферзь · a2 білий пішак · f2 білий пішак · g2 білий пішак · h2 білий пішак · d1 біла тура · g1 білий король | b8 чорна тура · f8 чорний король · g8 чорна тура · a7 чорний пішак · b7 чорний слон · c7 чорний пішак · d7 білий слон · e7 білий слон · f7 чорний пішак · h7 чорний пішак · b6 чорний слон · f6 білий пішак · c3 білий пішак · f3 чорний ферзь · a2 білий пішак · f2 білий пішак · g2 білий пішак · h2 білий пішак · d1 біла тура · g1 білий король | b8 чорна тура · f8 чорний король · g8 чорна тура · a7 чорний пішак · b7 чорний слон · c7 чорний пішак · d7 білий слон · e7 білий слон · f7 чорний пішак · h7 чорний пішак · b6 чорний слон · f6 білий пішак · c3 білий пішак · f3 чорний ферзь · a2 білий пішак · f2 білий пішак · g2 білий пішак · h2 білий пішак · d1 біла тура · g1 білий король | b8 чорна тура · f8 чорний король · g8 чорна тура · a7 чорний пішак · b7 чорний слон · c7 чорний пішак · d7 білий слон · e7 білий слон · f7 чорний пішак · h7 чорний пішак · b6 чорний слон · f6 білий пішак · c3 білий пішак · f3 чорний ферзь · a2 білий пішак · f2 білий пішак · g2 білий пішак · h2 білий пішак · d1 біла тура · g1 білий король | b8 чорна тура · f8 чорний король · g8 чорна тура · a7 чорний пішак · b7 чорний слон · c7 чорний пішак · d7 білий слон · e7 білий слон · f7 чорний пішак · h7 чорний пішак · b6 чорний слон · f6 білий пішак · c3 білий пішак · f3 чорний ферзь · a2 білий пішак · f2 білий пішак · g2 білий пішак · h2 білий пішак · d1 біла тура · g1 білий король | b8 чорна тура · f8 чорний король · g8 чорна тура · a7 чорний пішак · b7 чорний слон · c7 чорний пішак · d7 білий слон · e7 білий слон · f7 чорний пішак · h7 чорний пішак · b6 чорний слон · f6 білий пішак · c3 білий пішак · f3 чорний ферзь · a2 білий пішак · f2 білий пішак · g2 білий пішак · h2 білий пішак · d1 біла тура · g1 білий король | b8 чорна тура · f8 чорний король · g8 чорна тура · a7 чорний пішак · b7 чорний слон · c7 чорний пішак · d7 білий слон · e7 білий слон · f7 чорний пішак · h7 чорний пішак · b6 чорний слон · f6 білий пішак · c3 білий пішак · f3 чорний ферзь · a2 білий пішак · f2 білий пішак · g2 білий пішак · h2 білий пішак · d1 біла тура · g1 білий король | b8 чорна тура · f8 чорний король · g8 чорна тура · a7 чорний пішак · b7 чорний слон · c7 чорний пішак · d7 білий слон · e7 білий слон · f7 чорний пішак · h7 чорний пішак · b6 чорний слон · f6 білий пішак · c3 білий пішак · f3 чорний ферзь · a2 білий пішак · f2 білий пішак · g2 білий пішак · h2 білий пішак · d1 біла тура · g1 білий король | 4 |
| 3 | b8 чорна тура · f8 чорний король · g8 чорна тура · a7 чорний пішак · b7 чорний слон · c7 чорний пішак · d7 білий слон · e7 білий слон · f7 чорний пішак · h7 чорний пішак · b6 чорний слон · f6 білий пішак · c3 білий пішак · f3 чорний ферзь · a2 білий пішак · f2 білий пішак · g2 білий пішак · h2 білий пішак · d1 біла тура · g1 білий король | b8 чорна тура · f8 чорний король · g8 чорна тура · a7 чорний пішак · b7 чорний слон · c7 чорний пішак · d7 білий слон · e7 білий слон · f7 чорний пішак · h7 чорний пішак · b6 чорний слон · f6 білий пішак · c3 білий пішак · f3 чорний ферзь · a2 білий пішак · f2 білий пішак · g2 білий пішак · h2 білий пішак · d1 біла тура · g1 білий король | b8 чорна тура · f8 чорний король · g8 чорна тура · a7 чорний пішак · b7 чорний слон · c7 чорний пішак · d7 білий слон · e7 білий слон · f7 чорний пішак · h7 чорний пішак · b6 чорний слон · f6 білий пішак · c3 білий пішак · f3 чорний ферзь · a2 білий пішак · f2 білий пішак · g2 білий пішак · h2 білий пішак · d1 біла тура · g1 білий король | b8 чорна тура · f8 чорний король · g8 чорна тура · a7 чорний пішак · b7 чорний слон · c7 чорний пішак · d7 білий слон · e7 білий слон · f7 чорний пішак · h7 чорний пішак · b6 чорний слон · f6 білий пішак · c3 білий пішак · f3 чорний ферзь · a2 білий пішак · f2 білий пішак · g2 білий пішак · h2 білий пішак · d1 біла тура · g1 білий король | b8 чорна тура · f8 чорний король · g8 чорна тура · a7 чорний пішак · b7 чорний слон · c7 чорний пішак · d7 білий слон · e7 білий слон · f7 чорний пішак · h7 чорний пішак · b6 чорний слон · f6 білий пішак · c3 білий пішак · f3 чорний ферзь · a2 білий пішак · f2 білий пішак · g2 білий пішак · h2 білий пішак · d1 біла тура · g1 білий король | b8 чорна тура · f8 чорний король · g8 чорна тура · a7 чорний пішак · b7 чорний слон · c7 чорний пішак · d7 білий слон · e7 білий слон · f7 чорний пішак · h7 чорний пішак · b6 чорний слон · f6 білий пішак · c3 білий пішак · f3 чорний ферзь · a2 білий пішак · f2 білий пішак · g2 білий пішак · h2 білий пішак · d1 біла тура · g1 білий король | b8 чорна тура · f8 чорний король · g8 чорна тура · a7 чорний пішак · b7 чорний слон · c7 чорний пішак · d7 білий слон · e7 білий слон · f7 чорний пішак · h7 чорний пішак · b6 чорний слон · f6 білий пішак · c3 білий пішак · f3 чорний ферзь · a2 білий пішак · f2 білий пішак · g2 білий пішак · h2 білий пішак · d1 біла тура · g1 білий король | b8 чорна тура · f8 чорний король · g8 чорна тура · a7 чорний пішак · b7 чорний слон · c7 чорний пішак · d7 білий слон · e7 білий слон · f7 чорний пішак · h7 чорний пішак · b6 чорний слон · f6 білий пішак · c3 білий пішак · f3 чорний ферзь · a2 білий пішак · f2 білий пішак · g2 білий пішак · h2 білий пішак · d1 біла тура · g1 білий король | 3 |
| 2 | b8 чорна тура · f8 чорний король · g8 чорна тура · a7 чорний пішак · b7 чорний слон · c7 чорний пішак · d7 білий слон · e7 білий слон · f7 чорний пішак · h7 чорний пішак · b6 чорний слон · f6 білий пішак · c3 білий пішак · f3 чорний ферзь · a2 білий пішак · f2 білий пішак · g2 білий пішак · h2 білий пішак · d1 біла тура · g1 білий король | b8 чорна тура · f8 чорний король · g8 чорна тура · a7 чорний пішак · b7 чорний слон · c7 чорний пішак · d7 білий слон · e7 білий слон · f7 чорний пішак · h7 чорний пішак · b6 чорний слон · f6 білий пішак · c3 білий пішак · f3 чорний ферзь · a2 білий пішак · f2 білий пішак · g2 білий пішак · h2 білий пішак · d1 біла тура · g1 білий король | b8 чорна тура · f8 чорний король · g8 чорна тура · a7 чорний пішак · b7 чорний слон · c7 чорний пішак · d7 білий слон · e7 білий слон · f7 чорний пішак · h7 чорний пішак · b6 чорний слон · f6 білий пішак · c3 білий пішак · f3 чорний ферзь · a2 білий пішак · f2 білий пішак · g2 білий пішак · h2 білий пішак · d1 біла тура · g1 білий король | b8 чорна тура · f8 чорний король · g8 чорна тура · a7 чорний пішак · b7 чорний слон · c7 чорний пішак · d7 білий слон · e7 білий слон · f7 чорний пішак · h7 чорний пішак · b6 чорний слон · f6 білий пішак · c3 білий пішак · f3 чорний ферзь · a2 білий пішак · f2 білий пішак · g2 білий пішак · h2 білий пішак · d1 біла тура · g1 білий король | b8 чорна тура · f8 чорний король · g8 чорна тура · a7 чорний пішак · b7 чорний слон · c7 чорний пішак · d7 білий слон · e7 білий слон · f7 чорний пішак · h7 чорний пішак · b6 чорний слон · f6 білий пішак · c3 білий пішак · f3 чорний ферзь · a2 білий пішак · f2 білий пішак · g2 білий пішак · h2 білий пішак · d1 біла тура · g1 білий король | b8 чорна тура · f8 чорний король · g8 чорна тура · a7 чорний пішак · b7 чорний слон · c7 чорний пішак · d7 білий слон · e7 білий слон · f7 чорний пішак · h7 чорний пішак · b6 чорний слон · f6 білий пішак · c3 білий пішак · f3 чорний ферзь · a2 білий пішак · f2 білий пішак · g2 білий пішак · h2 білий пішак · d1 біла тура · g1 білий король | b8 чорна тура · f8 чорний король · g8 чорна тура · a7 чорний пішак · b7 чорний слон · c7 чорний пішак · d7 білий слон · e7 білий слон · f7 чорний пішак · h7 чорний пішак · b6 чорний слон · f6 білий пішак · c3 білий пішак · f3 чорний ферзь · a2 білий пішак · f2 білий пішак · g2 білий пішак · h2 білий пішак · d1 біла тура · g1 білий король | b8 чорна тура · f8 чорний король · g8 чорна тура · a7 чорний пішак · b7 чорний слон · c7 чорний пішак · d7 білий слон · e7 білий слон · f7 чорний пішак · h7 чорний пішак · b6 чорний слон · f6 білий пішак · c3 білий пішак · f3 чорний ферзь · a2 білий пішак · f2 білий пішак · g2 білий пішак · h2 білий пішак · d1 біла тура · g1 білий король | 2 |
| 1 | b8 чорна тура · f8 чорний король · g8 чорна тура · a7 чорний пішак · b7 чорний слон · c7 чорний пішак · d7 білий слон · e7 білий слон · f7 чорний пішак · h7 чорний пішак · b6 чорний слон · f6 білий пішак · c3 білий пішак · f3 чорний ферзь · a2 білий пішак · f2 білий пішак · g2 білий пішак · h2 білий пішак · d1 біла тура · g1 білий король | b8 чорна тура · f8 чорний король · g8 чорна тура · a7 чорний пішак · b7 чорний слон · c7 чорний пішак · d7 білий слон · e7 білий слон · f7 чорний пішак · h7 чорний пішак · b6 чорний слон · f6 білий пішак · c3 білий пішак · f3 чорний ферзь · a2 білий пішак · f2 білий пішак · g2 білий пішак · h2 білий пішак · d1 біла тура · g1 білий король | b8 чорна тура · f8 чорний король · g8 чорна тура · a7 чорний пішак · b7 чорний слон · c7 чорний пішак · d7 білий слон · e7 білий слон · f7 чорний пішак · h7 чорний пішак · b6 чорний слон · f6 білий пішак · c3 білий пішак · f3 чорний ферзь · a2 білий пішак · f2 білий пішак · g2 білий пішак · h2 білий пішак · d1 біла тура · g1 білий король | b8 чорна тура · f8 чорний король · g8 чорна тура · a7 чорний пішак · b7 чорний слон · c7 чорний пішак · d7 білий слон · e7 білий слон · f7 чорний пішак · h7 чорний пішак · b6 чорний слон · f6 білий пішак · c3 білий пішак · f3 чорний ферзь · a2 білий пішак · f2 білий пішак · g2 білий пішак · h2 білий пішак · d1 біла тура · g1 білий король | b8 чорна тура · f8 чорний король · g8 чорна тура · a7 чорний пішак · b7 чорний слон · c7 чорний пішак · d7 білий слон · e7 білий слон · f7 чорний пішак · h7 чорний пішак · b6 чорний слон · f6 білий пішак · c3 білий пішак · f3 чорний ферзь · a2 білий пішак · f2 білий пішак · g2 білий пішак · h2 білий пішак · d1 біла тура · g1 білий король | b8 чорна тура · f8 чорний король · g8 чорна тура · a7 чорний пішак · b7 чорний слон · c7 чорний пішак · d7 білий слон · e7 білий слон · f7 чорний пішак · h7 чорний пішак · b6 чорний слон · f6 білий пішак · c3 білий пішак · f3 чорний ферзь · a2 білий пішак · f2 білий пішак · g2 білий пішак · h2 білий пішак · d1 біла тура · g1 білий король | b8 чорна тура · f8 чорний король · g8 чорна тура · a7 чорний пішак · b7 чорний слон · c7 чорний пішак · d7 білий слон · e7 білий слон · f7 чорний пішак · h7 чорний пішак · b6 чорний слон · f6 білий пішак · c3 білий пішак · f3 чорний ферзь · a2 білий пішак · f2 білий пішак · g2 білий пішак · h2 білий пішак · d1 біла тура · g1 білий король | b8 чорна тура · f8 чорний король · g8 чорна тура · a7 чорний пішак · b7 чорний слон · c7 чорний пішак · d7 білий слон · e7 білий слон · f7 чорний пішак · h7 чорний пішак · b6 чорний слон · f6 білий пішак · c3 білий пішак · f3 чорний ферзь · a2 білий пішак · f2 білий пішак · g2 білий пішак · h2 білий пішак · d1 біла тура · g1 білий король | 1 |
|   | a | b | c | d | e | f | g | h |   |

Останній хід чорних довго вважався помилковим після того, як нібито правильний хід у 1898 році запропонував німецький шаховий майстер Пауль Ліпке 19. …Тg8-g4. Ліпке детально розглянув чотири продовження 20. Се4, 20. Те4 20. Сс4 та 20. с4 та прийшов до висновку, що у найкращому випадку Андерсен міг добитись лише нічиєї.
Через чверть століття Емануїл Ласкер схвалив у своєму «Підручнику шахової гри» запропоновану Ліпке рятівну відповідь чорних й розкритикував дев'ятнадцятий хід білих. На його думку, переможним був хід 19. Се4. Е. Ласкер запропонував три переможних варіанти: 19…d5 20. С: d5 Ф: d5 21. Tad1; 19…Тg4 20. Фс2; 19…Фh3 20. g3 Т: g3 21. hg Ф: g3+ 22. Крh1 C: f2 23. Те2.
Але згодом аналіз Ліпке було спростовано О. Гоппе та Г. Гекнером у 1930 році. У двох з його варіантів білі вигравали. Помилковим виявився й аналіз Е. Ласкера. Після «переможних» ходів 19. Се4 Фh3 20. g3 Т: g3 21. hg Ф: g3+ 22. Крh1 C: f2 23. Те2 чорні зовсім не програвали, а контрударом 23…Кd4! самі добивались перемоги.
Отже хід А. Адерсена 19. Тad1 виявився найкращим продовженням атаки.
20.Тe1:e7+ Кc6:e7
Чорні потрапляють під матову атаку. У цій ситуації найкращий хід чорних 20. …Крe8-d8, хоча й допомагає їм врятуватись від негайного мату, але не від поразки, що довів Ріхард Реті.
21.Фa4:d7+ Крe8:d7 22.Сd3-f5++ Крd7-e8 23.Сf5-d7+ Крe8-f8 24.Сa3:e7х